# Franz Edmund Weirotter

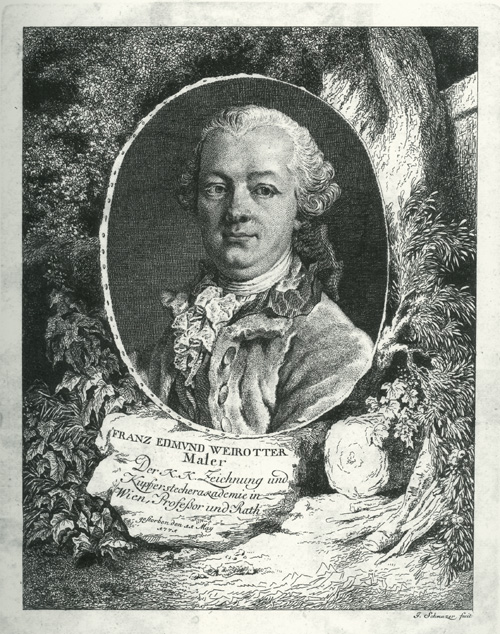
Jakob Matthias Schmutzer: Bildnis Franz Edmund Weirotter, 1775

Franz Edmund Weirotter (* 29. Mai 1733 in Innsbruck; † 11. Mai 1771 in Wien) war ein österreichischer Landschaftsmaler und Radierer.

## Leben
Franz Edmund Weirotter verlor mit sieben Jahren seine Eltern und wurde von einer Tante in Innsbruck bis zu seinem 14. Lebensjahr erzogen. In dieser Zeit lernte Weirotter das Malen und Kopieren von Gemälden, wobei sein erster Kontakt zur Malerei beim Innsbrucker Franz Michael Hueber geschah. Von 1751 bis 1755 ist sein Aufenthalt an der Wiener Kunstakademie belegt. Anschließend arbeitete er für Kunsthändler und verschiedene Auftraggeber. Während seines ersten Paris-Aufenthalts (1759–1763) machte er die Bekanntschaft mit Johann Georg Wille. Die freundschaftliche Verbindung mit Wille und die Schulung in dem Künstlerkreis, der sich um diesen gebildet hatte, führten zu einer Wende in Weirotters Schaffen. Wille ließ in der freien Natur zeichnen, um das Auge für Landschafteindrücke zu schulen und empfänglich zu machen für die Schönheiten der Natur. Diese Zeichnungen benutzte er später für Radierungen. Dabei verzichtete Weirotter auf dokumentarische Treue, anders als die Vedutisten, zugunsten der Einbindung der Architektur in die Landschaft.
Ein Stipendium der königlichen französischen Akademie ermöglichte Weirotter einen einjährigen Aufenthalt in Rom (1763–1764). Wille gab ihm Empfehlungsschreiben an Johann Joachim Winckelmann und Anton Raphael Mengs mit auf den Weg, die ihm Eingang in die tonangebenden deutschen Künstlerkreise verschafften. Die Kontakte zu den französischen Künstlern ergaben sich über die „Academie de France à Rome“. Während seines Italien-Aufenthaltes besuchte Weirotter auch die Umgebung Roms und Tivolis sowie Livorno, Viterbo und Florenz.
Während seines zweiten Paris-Aufenthaltes (1764–1767) befreundete sich Weirotter mit Jacob Matthias Schmutzer, einem anderen österreichischen Wille-Schüler. Als Schmutzer als Leiter der 1766 neugegründeten Kupferstecher-Akademie nach Wien ging, sorgte er für eine Berufung Weirotters als Professor des Landschaftszeichnens. Weirotter sollte den Unterricht in der freien Natur übernehmen und die Schüler im Zeichnen und Radieren von Landschaften unterweisen.